# Euptychia camerta
Euptychia camerta är en fjärilsart som beskrevs av Pieter Cramer 1782. Euptychia camerta ingår i släktet Euptychia och familjen praktfjärilar. Inga underarter finns listade i Catalogue of Life.